# 阿爾比斯龍屬
阿爾比斯龍屬（學名：Albisaurus）曾經被認為是恐龍的一屬，現在被認為是種非恐龍的主龍類。牠們最初是由捷克古生物學家安东宁·弗里奇（Antonin Fritsch）在1893年所命名，但化石很稀少。無法從這些化石確定阿爾比斯龍的有效性，狀態通常為疑名。
屬名是以羅馬帝國時期便已存在的阿爾比斯河為名，該河現名Bílé Labe，是易北河流域的一部分。該河流經捷克共和國西部，接近發現模式標本的地方。
在1893年，弗里奇最初將阿爾比斯龍列為禽龍的一個種，阿爾比斯禽龍（Iguanodon albinus）。在1905年，弗里奇認為這是個獨立屬，因此建立為阿爾比斯龍。

## 外部連結
- https://web.archive.org/web/20140101083750/http://dinosaurnames.net/